# Derrick James
Derrick James, a właściwie Derrick Rafael James Colón  (ur. 11 października 1983 w San Juan) – portorykański aktor. Najbardziej znany jest z roli Santosa w meksykańskim serialu młodzieżowym Zbuntowani. W 2005 roku uczęszczał do szkoły teatralnej Centro de Educación Artística w Meksyku.

## Filmografia
- 2007–2008: Do diabła z przystojniakami (Al Diablo con los Guapos) jako Ramses
- 2007: Lola...Erase Una Vez jako Marcus Von Ferdinand
- 2004–2006: Zbuntowani (Rebelde) jako Santos